# Mas Viladevall (Cornellà del Terri)
Mas Viladevall és una masia de Cornellà del Terri (Pla de l'Estany) inclosa a l'Inventari del Patrimoni Arquitectònic de Catalunya.

## Descripció
Edifici rural de planta rectangular que consta de planta baixa i dues plantes pis. Està estructurat en tres crugies perpendiculars a la façana, la central i una lateral més amples que la tercera. La planta baixa és coberta amb voltes de pedra ben tallada i la planta pis és coberta amb cairats. La coberta és de teula a dues vessants. La planta baixa presenta les portes interiors emmarcades amb carreus bisellats.
Per la part posterior hi ha diferents cossos annexes afegits posteriorment, amb les façanes repicades d'aspecte lamentable.

## Història
En aquest mas, Alsius va trobar una antiga pica baptismal, guarnida amb franges, amb un diàmetre de 1'05m, 0'70m de fons i 0'13m de gruix. La llinda de la porta d'accés duu la data de 1587.